# 李璽 (弘治進士)
李璽（1453年—1519年），字朝信，陝西鳳翔府鳳翔縣文昌里人，匠籍，明朝政治人物。

## 生平
成化十年（1474年）甲午科陝西鄉試第一名。弘治九年（1496年），登丙辰科三甲第二十名進士。授荆州府推官，十六年三月选授云南道試御史，十二月實授，出按河南、山东，后按直隶，正德三年（1508年）四月因勘审罪人拟断不当，贬为鄧州判官，半年後又降贵州平溪驿丞，在平溪一年，乃升襄阳知县。复超拜兵部武库清吏司员外郎，主教武学。五年（1510年）九月再次超升河南按察司副使，十年（1515年）以病乞休，詔加升按察使致仕。十四年病逝，年六十七。

## 家族
曾祖李義；祖父李寬，贈經歷；父李安，母劉氏。永感下。